# Atoposmia arizonensis
Atoposmia arizonensis är en biart som först beskrevs av Michener 1954.  Atoposmia arizonensis ingår i släktet Atoposmia och familjen buksamlarbin. Inga underarter finns listade i Catalogue of Life.